# Série mondiale 2007
La Série mondiale 2007 est la 103e série finale des Ligues majeures de baseball. Elle débute le 24 octobre 2007 et oppose les champions de la Ligue nationale, les Rockies du Colorado, aux champions de la Ligue américaine, les Red Sox de Boston. 
Cette série 4 de 7 se termine le 28 octobre par une victoire des Red Sox de Boston, en 4 matchs. Les Red Sox remportaient le septième titre de leur histoire, et leur deuxième en quatre ans. Mike Lowell a été nommé joueur le plus utile de la série 2007. En l'emportant dans le minimum de quatre parties, les Red Sox devenaient de ce fait la première formation à remporter deux fois le titre au XXIe siècle.

## Équipes en présence
La Série mondiale de 2007 oppose deux équipes au passé très différent. Les Rockies du Colorado participent à la finale pour la première fois de leur histoire, eux qui se sont joints aux Ligues majeures en 1993. Les Rockies se sont qualifiés pour les séries éliminatoires comme meilleur deuxième dans la Ligue Nationale, après avoir défait les Padres de San Diego dans un 163e match de saison régulière, nécessaire pour départager les deux clubs ayant bouclé la saison avec un dossier identique. Les Rockies ont compilé en 2007 un dossier de 89-73 (excluant ce match ultime), la meilleure fiche de leur histoire.
En éliminatoires, Colorado a balayé Philadelphie en trois matchs lors de la Série de division, pour ensuite servir la même médecine aux Diamondbacks de l'Arizona, balayés en 4 parties dans la Série de championnat. En compilant les dernières parties de la saison régulière, les Rockies ont remporté 21 de leurs 22 derniers matchs avant la Série mondiale.
À l'opposé, les Red Sox de Boston, une équipe fondée au tout début du XXe siècle, participent à la Série mondiale pour la 11e fois, et comptent déjà 6 championnats, le plus récent en 2004. Avec 96 victoires et 66 défaites, ils ont coiffé les Yankees de New York au sommet de la division Est de la Ligue américaine. En série de division, ils ont balayé en 3 matchs les Angels de Los Angeles, avant de l'emporter dans la limite de 7 matchs sur les Indians de Cleveland lors de la Série de championnat. Tirant de l'arrière 1-3 contre les Indians, les Red Sox ont remporté les 3 dernières parties pour enlever la série, ce qui n'est pas sans rappeler leur dramatique retour de 2004, alors qu'ils avaient comblé un retard de 0-3 contre les Yankees pour gagner la série et, plus tard, la Série mondiale.

## Déroulement de la Série

### Calendrier des rencontres
| Match | Date       | Recevant            | Visiteur            | Score  |
| ----- | ---------- | ------------------- | ------------------- | ------ |
| 1     | 24 octobre | Red Sox de Boston   | Rockies du Colorado | 13 - 1 |
| 2     | 25 octobre | Red Sox de Boston   | Rockies du Colorado | 2 - 1  |
| 3     | 27 octobre | Rockies du Colorado | Red Sox de Boston   | 5 - 10 |
| 4     | 28 octobre | Rockies du Colorado | Red Sox de Boston   | 3 - 4  |

### Match 1, 24 octobre
Les Red Sox de Boston débutent la série avec une écrasante victoire de 13-1 sur les Rockies, au repos depuis huit jours après leur balayage des Diamondbacks en Série de championnat de la Ligue nationale. Le partant des Red Sox, Josh Beckett continue sa domination en séries éliminatoires avec une quatrième victoire. Il retire neuf frappeurs sur prises en sept manches, dont les quatre premiers frappeurs des Rockies à lui faire face. Dustin Pedroia, le premier frappeur des Red Sox, débute l'avalanche offensive avec un coup de circuit sur le deuxième lancer de Jeff Francis. C'est la deuxième fois dans l'histoire de la Série mondiale qu'un joueur réussi un circuit au début d'un match 1 (après Don Buford des Orioles de Baltimore, en Série mondiale 1969,). Les Red Sox marquent deux autres points en première manche grâce à Kevin Youkilis et Manny Ramirez. Les Rockies répliquent en deuxième avec un point, mais les Sox en inscrivent un autre en deuxième et deux autres en quatrième, avant d'exploser pour 7 points en cinquième manche, dont 3 consécutifs sur des buts-sur-balles avec les buts remplis.
Avec 17 coups sûrs au total, dont 9 de plus d'un but (8 doubles et un circuit), les Red Sox établissent de nouvelles marques pour un match de Série mondiale. De plus, les 13 points marqués constituent un nouveau record de points pour un match #1 de Série mondiale.
| Rockies du Colorado | 0 | 1 | 0 | 0 | 0 | 0 | 0 | 0 | 0 | 1  | 6  | 0 |
| Red Sox de Boston | 3 | 1 | 0 | 2 | 7 | 0 | 0 | 0 | X | 13 | 17 | 0 |
| Lanceurs partants : COL : Jeff Francis BOS : Josh Beckett Vic. : Josh Beckett (1-0) Déf. : Jeff Francis (0-1) HRs: BOS : Dustin Pedroia (1) |   |   |   |   |   |   |   |   |   |    |    |   |

### Match 2, 25 octobre
Après la débâcle du match #1, les Rockies débutent le match #2 avec un point produit dès la manche initiale par Todd Helton. Mais les lanceurs de Boston vont museler les frappeurs adverses. Le vétéran Curt Schilling donne 5 bonnes manches et 1⁄3) puis les releveurs Hideki Okajima (2 manches 1⁄3 et Jonathan Papelbon (1 manche 1⁄3) n'accorderont plus de point, retirant notamment 10 frappeurs sur des prises. Mike Lowell et David Ortiz produisent les points nécessaires à la deuxième victoire des Red Sox dans cette série, Boston l'emportant 2-1.
| Rockies du Colorado | 1 | 0 | 0 | 0 | 0 | 0 | 0 | 0 | 0 | 1 | 5 | 0 |
| Red Sox de Boston | 0 | 0 | 0 | 1 | 1 | 0 | 0 | 0 | X | 2 | 6 | 1 |
| Lanceurs partants : COL : Ubaldo Jimenez BOS : Curt Schilling Vic. : Curt Schilling (1-0) Déf. : Ubaldo Jimenez (0-1) Sauv. : Jonathan Papelbon (1) |   |   |   |   |   |   |   |   |   |   |   |   |

### Match 3, 27 octobre
Dans le match de 9 manches ayant duré le plus longtemps (4 heures 19 minutes) dans l'histoire des Séries mondiales, les Red Sox prirent une avance de 3-0 dans la finale, en l'emportant 10-5 sur les Rockies. Boston prit les devants en 3e manche avec une poussée de 6 points, durant laquelle la recrue Jacoby Ellsbury eut l'opportunité de revenir une seconde fois au bâton, ce qui lui permit de cogner 2 doubles dans la même manche. Au cours de cette même poussée, le lanceur partant des Sox, Daisuke Matsuzaka, s'amena au bâton avec les buts remplis et frappa un coup sûr bon pour 2 points produits. Pour Matsuzaka, qui a toujours évolué dans la Ligue américaine, où existe la règle du frappeur désigné, il s'agissait d'un premier coup sûr en carrière. Les Rockies remontèrent lentement la pente, jusqu'à réduire à un seul point l'avance des Red Sox, marquant 2 points en 6e, puis 3 en 7e sur le circuit de Matt Holliday. Cependant, Boston mit en début le 8e le match hors de portée des Rockies, grâce à Ellsbury et Dustin Pedroia. Ces deux derniers joueurs terminèrent la rencontre avec 4 et 3 coups sûrs respectivement, la première fois dans l'histoire de la Série mondiale que deux recrues terminaient un match avec au moins 3 coups sûrs chacun.
| Red Sox de Boston | 0 | 0 | 6 | 0 | 0 | 0 | 0 | 3 | 1 | 10 | 15 | 1 |
| Rockies du Colorado | 0 | 0 | 0 | 0 | 0 | 2 | 3 | 0 | 0 | 5  | 11 | 0 |
| Lanceurs partants : BOS : Daisuke Matsuzaka COL : Josh Fogg Vic. : Daisuke Matsuzaka (1-0) Déf. : Josh Fogg (0-1) Sauv. : Jonathan Papelbon (2) HRs: COL : Matt Holliday (1) |   |   |   |   |   |   |   |   |   |    |    |   |

### Match 4, 28 octobre
Les Red Sox de Boston sont devenus la première équipe à remporter deux fois la Série mondiale au XXIe siècle en triomphant 4-3 des Rockies du Colorado dans le match #4 de la Série mondiale 2007. Bobby Kielty et Mike Lowell ont frappé des circuits en solo pour Boston, David Ortiz et Jason Varitek produisant les deux autres points des vainqueurs à l’aide de simples. Les trois points du Colorado ont été le résultat de circuits, ceux de Brad Hawpe (un point en septième manche) et Garrett Atkins (deux points en huitième manche). Jonathan Papelbon a protégé la victoire des Red Sox, réussissant son troisième sauvetage de la série sur 4 victoires. Mike Lowell a été nommé joueur par excellence de la Série mondiale 2007, remporté dans le minimum de 4 parties par Boston.
| Red Sox de Boston | 1 | 0 | 0 | 0 | 1 | 0 | 1 | 1 | 0 | 4 | 9 | 0 |
| Rockies du Colorado | 0 | 0 | 0 | 0 | 0 | 0 | 1 | 2 | 0 | 3 | 7 | 0 |
| Lanceurs partants : BOS : Jon Lester COL : Aaron Cook Vic. : Jon Lester (1-0) Déf. : Aaron Cook (0-1) Sauv. : Jonathan Papelbon (3) HRs : BOS : Mike Lowell (1), Bobby Kielty (1). COL : Brad Hawpe (1), Garrett Atkins (1). |   |   |   |   |   |   |   |   |   |   |   |   |